# Liste des rencontres de l'équipe d'Allemagne féminine de football
Cette liste contient toutes les rencontres de l'équipe d'Allemagne féminine de football, qui sont considérées comme officielles par la Fédération allemande de football (DFB). Les matchs amicaux contre des équipes qui ne sont pas des sélections nationales ne sont pas pris en compte. Dans la colonne des résultats, le premier nombre indique le nombre de buts marqués par l'Allemagne.

## Liste des rencontres
| N°  | Date               | Résultat            | Adversaire           | Lieu                             | Compétition                                                     | Remarque |
| --- | ------------------ | ------------------- | -------------------- | -------------------------------- | --------------------------------------------------------------- | --- |
| 1   | 10 novembre 1982   | 5-1                 | Suisse               | Coblence                         |                                                                 | Premier match international de l'Allemagne Premier match à domicile de l'Allemagne Premier match de l'ère Gero Bisanz Première victoire (à domicile) Premier doublé par Silvia Neid       |
| 2   | 5 mars 1983        | 1-1                 | Belgique             | Bergisch Gladbach                | Qualif. Champ. d'Europe                                         | Premier match contre la Belgique Premier match nul |
| 3   | 19 mars 1983       | 2-2                 | Pays-Bas             | Venray (NED)                     | Qualif. Champ. d'Europe                                         | Premier match contre les Pays-Bas Premier match à l'extérieur |
| 4   | 1er mai 1983       | 1-1                 | Danemark             | Delmenhorst                      | Qualif. Champ. d'Europe                                         | Premier match contre le Danemark |
| 5   | 7 septembre 1983   | 2-0                 | Suisse               | Bâle (SUI)                       |                                                                 | Première victoire à l'extérieur |
| 6   | 24 septembre 1983  | 0-1                 | Danemark             | Sønderborg (DEN)                 | Qualif. Champ. d'Europe                                         | Première défaite |
| 7   | 8 octobre 1983     | 1-1                 | Pays-Bas             | Siegen                           | Qualif. Champ. d'Europe                                         | |
| 8   | 22 octobre 1983    | 1-1                 | Belgique             | Bruxelles (BEL)                  | Qualif. Champ. d'Europe                                         | |
| 9   | 25 janvier 1984    | 1-2                 | Italie               | Milan (ITA)                      |                                                                 | Premier match contre l'Italie Deux mi-temps de 35 minutes |
| 10  | 2 mai 1984         | 1-4                 | Norvège              | Helmstedt                        |                                                                 | Premier match contre la Norvège |
| 11  | 19 août 1984       | 2-1                 | Italie               | Caorle (ITA)                     | Tournoi en Italie                                               | |
| 12  | 22 août 1984       | 2-0                 | Angleterre           | Jesolo (ITA)                     | Tournoi en Italie                                               | Premier match contre l'Angleterre |
| 13  | 23 août 1984       | 0-2                 | Belgique             | Caorle (ITA)                     | Tournoi en Italie                                               | |
| 14  | 26 août 1984       | 1-3                 | Italie               | Jesolo (ITA)                     | Tournoi en Italie                                               | |
| 15  | 3 octobre 1984     | 1-0                 | Finlande             | Lüdenscheid                      | Qualif. Champ. d'Europe                                         | Premier match contre la Finlande |
| 16  | 21 novembre 1984   | 1-1                 | Pays-Bas             | Waalwijk (NED)                   |                                                                 | |
| 17  | 9 avril 1985       | 0-1                 | Hongrie              | Siófok (HUN)                     |                                                                 | Premier match contre la Hongrie |
| 18  | 1er mai 1985       | 0-3                 | Danemark             | Sønderborg (DEN)                 | Qualif. Champ. d'Europe                                         | |
| 19  | 7 septembre 1985   | 2-3                 | Norvège              | Lunebourg                        |                                                                 | |
| 20  | 5 octobre 1985     | 0-1                 | Finlande             | Turku (FIN)                      | Qualif. Champ. d'Europe                                         | |
| 21  | 15 avril 1986      | 2-1                 | Hongrie              | Straubing                        |                                                                 | |
| 22  | 19 mai 1986        | 0-0                 | Norvège              | Oslo (NOR)                       | Qualif. Champ. d'Europe                                         | |
| 23  | 27 juillet 1986    | 4-1                 | Islande              | Kópavogur (ISL)                  |                                                                 | Premier match contre l'Islande |
| 24  | 30 juillet 1986    | 5-0                 | Islande              | Reykjavik (ISL)                  |                                                                 | |
| 25  | 4 octobre 1986     | 2-0                 | Danemark             | Bergisch Gladbach                | Qualif. Champ. d'Europe                                         | |
| 26  | 19 novembre 1986   | 3-1                 | Pays-Bas             | Nordhorn                         |                                                                 | |
| 27  | 1er avril 1987     | 3-1                 | Pays-Bas             | Bad Neuenahr-Ahrweiler           |                                                                 | |
| 28  | 16 mai 1987        | 2-0                 | France               | Dillingen                        |                                                                 | Premier match contre la France |
| 29  | 4 septembre 1987   | 5-0                 | Islande              | Verden                           |                                                                 | |
| 30  | 6 septembre 1987   | 3-2                 | Islande              | Delmenhorst                      |                                                                 | |
| 31  | 7 octobre 1987     | 1-0                 | Hongrie              | Budapest (HUN)                   | Qualif. Champ. d'Europe                                         | |
| 32  | 15 novembre 1987   | 3-0                 | Italie               | Burghausen                       | Qualif. Champ. d'Europe                                         | |
| 33  | 2 avril 1988       | 0-0                 | Italie               | Andria (ITA)                     | Qualif. Champ. d'Europe                                         | |
| 34  | 14 mai 1988        | 0-0                 | Suisse               | Pforzheim                        | Qualif. Champ. d'Europe                                         | |
| 35  | 20 juillet 1988    | 0-1                 | Italie               | Arco (ITA)                       | Tournoi                                                         | |
| 36  | 22 juillet 1988    | 1-2                 | États-Unis           | Arco (ITA)                       | Tournoi                                                         | Premier match contre les États-Unis |
| 37  | 17 septembre 1988  | 10-0                | Suisse               | Binningen (SUI)                  | Qualif. Champ. d'Europe                                         | Première victoire à deux chiffres |
| 38  | 30 octobre 1988    | 4-0                 | Hongrie              | Passau                           | Qualif. Champ. d'Europe                                         | |
| 39  | 26 novembre 1988   | 1-1                 | Tchécoslovaquie      | Bratislava (TCH)                 | Champ. d'Europe 1/4 de finale                                   | Premier match contre la Tchécoslovaquie |
| 40  | 17 décembre 1988   | 2-0                 | Tchécoslovaquie      | Kaiserslautern                   | Champ. d'Europe 1/4 de finale                                   | |
| 41  | 21 mars 1989       | 3-1                 | Bulgarie             | Sofia (BUL)                      |                                                                 | Premier match contre la Bulgarie |
| 42  | 10 mai 1989        | 1-0                 | Danemark             | Osnabrück                        |                                                                 | |
| 43  | 28 juin 1989       | 1-1 a.p. 4-3 t.a.b. | Italie               | Siegen                           | Euro 1989 1/2 finale                                            | |
| 44  | 2 juillet 1989     | 4-1                 | Norvège              | Osnabrück                        | Euro 1989 Finale                                                | L'Allemagne remporte son premier titre européen |
| 45  | 1er octobre 1989   | 0-0                 | Hongrie              | Straubing                        | Qualif. Champ. d'Europe                                         | Première sélection de Bettina Wiegmann |
| 46  | 22 novembre 1989   | 5-0                 | Tchécoslovaquie      | Marbourg                         | Qualif. Champ. d'Europe                                         | |
| 47  | 11 avril 1990      | 4-1                 | Bulgarie             | Sofia (BUL)                      | Qualif. Champ. d'Europe                                         | |
| 48  | 29 avril 1990      | 1-0                 | Tchécoslovaquie      | Frydek-Mistek (TCH)              | Qualif. Champ. d'Europe                                         | |
| 49  | 5 août 1990        | 3-1                 | Angleterre           | Minneapolis (États-Unis)         | Tournoi                                                         | Premier match de la sélection en dehors du continent européen |
| 50  | 7 août 1990        | 3-0                 | Union soviétique     | Minneapolis (États-Unis)         | Tournoi                                                         | Premier match contre l'URSS |
| 51  | 9 août 1990        | 3-2                 | États-Unis II        | Minneapolis (États-Unis)         | Tournoi                                                         | |
| 52  | 11 août 1990       | 0-3                 | États-Unis II        | Minneapolis (États-Unis)         | Tournoi                                                         | |
| 53  | 26 septembre 1990  | 4-0                 | Bulgarie             | Rheine                           | Qualif. Champ. d'Europe                                         | |
| 54  | 14 octobre 1990    | 4-0                 | Hongrie              | Sopron (HUN)                     | Qualif. Champ. d'Europe                                         | |
| 55  | 25 novembre 1990   | 4-1                 | Angleterre           | High Wycombe (ENG)               | Champ. d'Europe 1/4 de finale                                   | Heidi Mohr inscrit pour la première fois trois buts lors d'une rencontre |
| 56  | 16 décembre 1990   | 2-0                 | Angleterre           | Bochum                           | Champ. d'Europe 1/4 de finale                                   | |
| 57  | 28 mars 1991       | 2-0                 | France               | Paris (FRA)                      |                                                                 | |
| 58  | 9 mai 1991         | 2-1                 | Pologne              | Aue                              |                                                                 | Premier match contre la Pologne Erstes Länderspiel in den neuen Bundesländern |
| 59  | 30 mai 1991        | 2-4                 | États-Unis           | Kaiserslautern                   |                                                                 | |
| 60  | 30 juin 1991       | 2-0                 | Chine                | Lüdenscheid                      |                                                                 | Premier match contre la Chine |
| 61  | 11 juillet 1991    | 3-0                 | Italie               | Frederikshavn (DEN)              | Euro 1991 1/2 finale                                            | |
| 62  | 14 juillet 1991    | 3-1 a.p.            | Norvège              | Aalborg (DEN)                    | Euro 1991 finale                                                | L'Allemagne remporte son second titre européen |
| 63  | 28 août 1991       | 3-1                 | Suisse               | Weil am Rhein                    |                                                                 | |
| 64  | 25 septembre 1991  | 2-0                 | Hongrie              | Mosonmagyaróvár (HUN)            |                                                                 | |
| 65  | 9 octobre 1991     | 2-1                 | Belgique             | Bruxelles (BEL)                  |                                                                 | |
| 66  | 17 novembre 1991   | 4-0                 | Nigeria              | Jiangmen (CHN)                   | Coupe du monde 1991                                             | Premier match contre le Nigeria |
| 67  | 19 novembre 1991   | 3-0                 | Taipei chinois       | Zhongshan (CHN)                  | Coupe du monde                                                  | Premier match contre Taiwan |
| 68  | 21 novembre 1991   | 2-0                 | Italie               | Zhongshan (CHN)                  | Coupe du monde                                                  | |
| 69  | 24 novembre 1991   | 2-1 a.p.            | Danemark             | Zhongshan (CHN)                  | Coupe du monde 1/4 finale                                       | |
| 70  | 27 novembre 1991   | 2-5                 | États-Unis           | Guangzhou (CHN)                  | Coupe du monde 1/2 finale                                       | |
| 71  | 29 novembre 1991   | 0-4                 | Suède                | Guangzhou (CHN)                  | Coupe du monde match pour la troisième place                    | Premier match contre la Suède |
| 72  | 18 avril 1992      | 1-1                 | Italie               | Rome (ITA)                       |                                                                 | |
| 73  | 28 mai 1992        | 3-0                 | Yougoslavie          | Sofia (BUL)                      | Qualif. Champ. d'Europe                                         | Premier match contre la Yougoslavie LA partie a lieu durant les Guerres de Yougoslavie.                                                                                                   |
| 74  | 2 septembre 1992   | 7-0                 | France               | Bad Kreuznach                    |                                                                 | |
| 75  | 5 septembre 1992   | 4-0                 | Pologne              | Jaworzno (POL)                   |                                                                 | |
| 76  | 11 octobre 1992    | 7-0                 | Russie               | Moscou (RUS)                     | Champ. d'Europe 1/4 de finale                                   | Premier match contre la Russie |
| 77  | 14 novembre 1992   | 0-0                 | Russie               | Rheine                           | Champ. d'Europe 1/4 de finale                                   | |
| 78  | 11 mars 1993       | 1-3                 | Suède                | Ayia Napa (CYP)                  | Coupe de Chypre                                                 | |
| 79  | 12 mars 1993       | 3-0                 | France               | Ayia Napa (CYP)                  | Coupe de Chypre                                                 | |
| 80  | 14 mars 1993       | 1-0                 | États-Unis           | Ayia Napa (CYP)                  | Coupe de Chypre                                                 | Première victoire contre les États-Unis |
| 81  | 7 avril 1993       | 2-1                 | États-Unis           | Philadelphie (États-Unis)        |                                                                 | |
| 82  | 10 avril 1993      | 0-3                 | États-Unis           | Atlanta (États-Unis)             |                                                                 | |
| 83  | 5 mai 1993         | 1-0                 | Suisse               | Wädenswil (SUI)                  |                                                                 | |
| 84  | 30 juin 1993       | 1-1 a.p. 3-4 t.a.b. | Italie               | Rimini (ITA)                     | Euro 1993 1/2 finale                                            | |
| 85  | 3 juillet 1993     | 1-3                 | Danemark             | Cesenatico (ITA)                 | Euro 1993 - match pour la 3e place                              | |
| 86  | 22 septembre 1993  | 2-3                 | Suède                | Borås (SWE)                      |                                                                 | |
| 87  | 25 septembre 1993  | 3-1                 | Norvège              | Råde (NOR)                       |                                                                 | |
| 88  | 24 octobre 1993    | 5-0                 | Suisse               | Muri (SUI)                       | Qualif. Champ. d'Europe                                         | |
| 89  | 7 décembre 1993    | 1-0                 | Russie               | Tarragona (ESP)                  | Tournoi                                                         | |
| 90  | 8 décembre 1993    | 7-0                 | Pologne              | Tarragona (ESP)                  | Tournoi                                                         | |
| 91  | 31 mars 1994       | 12-0                | Pays de Galles       | Bielefeld                        | Qualif. Champ. d'Europe                                         | Premier match contre le Pays de Galles |
| 92  | 5 mai 1994         | 12-0                | Pays de Galles       | Swansea (WAL)                    | Qualif. Champ. d'Europe                                         | |
| 93  | 2 juin 1994        | 7-0                 | Croatie              | Zagreb (CRO)                     | Qualif. Champ. d'Europe                                         | Premier match contre la Croatie |
| 94  | 27 juillet 1994    | 2-1                 | Canada               | Montréal (CAN)                   |                                                                 | Premier match contre le Canada Première sélection de Birgit Prinz |
| 95  | 31 juillet 1994    | 1-2                 | États-Unis           | Fairfax (États-Unis)             | Tournoi Chiquita                                                | |
| 96  | 2 août 1994        | 6-3                 | Norvège              | Oakford (États-Unis)             | Tournoi Chiquita                                                | |
| 97  | 6 août 1994        | 2-3                 | Chine                | New Britain (États-Unis)         | Tournoi Chiquita                                                | |
| 98  | 7 septembre 1994   | 3-1                 | Suède                | Wolfenbüttel                     |                                                                 | |
| 99  | 21 septembre 1994  | 8-0                 | Croatie              | Sindelfingen                     | Qualif. Champ. d'Europe                                         | |
| 100 | 25 septembre 1994  | 11-0                | Suisse               | Weingarten                       | Qualif. Champ. d'Europe                                         | 100e match de l'Allemagne |
| 101 | 9 octobre 1994     | 1-0                 | Russie               | Moscou (RUS)                     | Éliminatoires Champ. d'Europe 1/4 de finale                     | |
| 102 | 27 octobre 1994    | 4-0                 | Russie               | Osnabrück                        | Éliminatoires Champ. d'Europe 1/4 de finale                     | |
| 103 | 11 décembre 1994   | 4-1                 | Angleterre           | Watford (ENG)                    | Éliminatoires Champ. d'Europe 1/2 finale                        | |
| 104 | 23 février 1995    | 2-1                 | Angleterre           | Bochum                           | Éliminatoires Champ. d'Europe 1/2 finale                        | |
| 105 | 26 mars 1995       | 3-2                 | Suède                | Kaiserslautern                   | Euro 1995                                                       | L'Allemagne remporte son troisième titre européen |
| 106 | 13 avril 1995      | 8-0                 | Pologne              | Potsdam                          |                                                                 | |
| 107 | 23 mai 1995        | 8-0                 | Suisse               | Therwil (SUI)                    |                                                                 | |
| 108 | 25 mai 1995        | 3-1                 | Chine                | Rotenburg                        |                                                                 | |
| 109 | 5 juin 1995        | 1-0                 | Japon                | Karlstad (SWE)                   | Coupe du monde                                                  | |
| 110 | 7 juin 1995        | 2-3                 | Suède                | Helsingborg (SWE)                | Coupe du monde                                                  | |
| 111 | 9 juin 1995        | 6-1                 | Brésil               | Karlstad (SWE)                   | Coupe du monde                                                  | Premier match contre le Brésil |
| 112 | 13 juin 1995       | 3-0                 | Angleterre           | Västerås (SWE)                   | Coupe du monde - 1/4 de finale                                  | |
| 113 | 15 juin 1995       | 1-0                 | Chine                | Helsingborg (SWE)                | Coupe du monde - 1/2 finale                                     | 100e sélection de Silvia Neid |
| 114 | 18 juin 1995       | 0-2                 | Norvège              | Stockholm (SWE)                  | Coupe du monde finale                                           | |
| 115 | 20 septembre 1995  | 3-0                 | Finlande             | Tampere (FIN)                    | Qualif. Champ. d'Europe                                         | |
| 116 | 25 octobre 1995    | 3-0                 | Slovaquie            | Bratislava (SVK)                 | Qualif. Champ. d'Europe                                         | Premier match contre la Slovaquie |
| 117 | 14 mars 1996       | 0-6                 | États-Unis           | Decatur (États-Unis)             |                                                                 | Höchste Niederlage der deutschen Mannschaft |
| 118 | 16 mars 1996       | 0-2                 | États-Unis           | Davidson (États-Unis)            |                                                                 | |
| 119 | 11 avril 1996      | 2-0                 | Slovaquie            | Unterhaching                     | Qualif. Champ. d'Europe                                         | |
| 120 | 2 mai 1996         | 1-3                 | Norvège              | Iéna                             | Qualif. Champ. d'Europe                                         | |
| 121 | 5 mai 1996         | 6-0                 | Finlande             | Gifhorn                          | Qualif. Champ. d'Europe                                         | |
| 122 | 6 juin 1996        | 0-0                 | Norvège              | Trondheim (NOR)                  | Qualif. Champ. d'Europe                                         | |
| 123 | 28 juin 1996       | 8-0                 | Islande              | Mannheim                         |                                                                 | |
| 124 | 30 juin 1996       | 3-0                 | Islande              | Pforzheim                        |                                                                 | |
| 125 | 21 juillet 1996    | 3-2                 | Japon                | Birmingham (États-Unis)          | Tournoi olympique                                               | Bettina Wiegmann inscrit le premier but de l'histoire dans un tournoi olympique féminin                                                                                                   |
| 126 | 23 juillet 1996    | 2-3                 | Norvège              | Washington (États-Unis)          | Tournoi olympique                                               | 100e sélection de Heidi Mohr |
| 127 | 25 juillet 1996    | 1-1                 | Brésil               | Birmingham (États-Unis)          | Tournoi olympique                                               | Dernière sélection sous la direction de Gero Bisanz |
| 128 | 27 août 1996       | 3-0                 | Pays-Bas             | Lichtenvoorde (NED)              |                                                                 | Première sélection sous la direction de Tina Theune-Meyer |
| 129 | 18 septembre 1996  | 3-0                 | Islande              | Reykjavik (ISL)                  | EM-Relegation                                                   | |
| 130 | 29 septembre 1996  | 4-0                 | Islande              | Coblence                         | EM-Relegation                                                   | |
| 131 | 11 décembre 1996   | 0-0                 | Italie               | Benevento (ITA)                  |                                                                 | |
| 132 | 27 février 1997    | 6-4                 | Angleterre           | Preston (ENG)                    |                                                                 | |
| 133 | 20 mars 1997       | 2-2                 | Chine                | Euskirchen                       |                                                                 | |
| 134 | 23 mars 1997       | 1-1                 | Chine                | Warendorf                        |                                                                 | |
| 135 | 24 avril 1997      | 6-0                 | Espagne              | Lübeck                           |                                                                 | Premier match contre l'Espagne |
| 136 | 27 mai 1997        | 2-2                 | Danemark             | Copenhague (DEN)                 |                                                                 | 100e sélection de Martina Voss |
| 137 | 28 mai 1997        | 0-3                 | Norvège              | Copenhague (DEN)                 |                                                                 | |
| 138 | 30 juin 1997       | 1-1                 | Italie               | Moss (NOR)                       | Euro 1997                                                       | |
| 139 | 3 juillet 1997     | 0-0                 | Norvège              | Moss (NOR)                       | Euro 1997                                                       | |
| 140 | 6 juillet 1997     | 2-0                 | Danemark             | Moss (NOR)                       | Euro 1997                                                       | |
| 141 | 9 juillet 1997     | 1-0                 | Suède                | Karlstad (SWE)                   | Euro 1997 1/2 finale                                            | |
| 142 | 12 juillet 1997    | 2-0                 | Italie               | Oslo (NOR)                       | Euro 1997 Finale                                                | l'Allemagne remporte son quatrième titre européen |
| 143 | 25 septembre 1997  | 3-0                 | Angleterre           | Dessau                           | Qualif. Coupe du monde                                          | |
| 144 | 9 octobre 1997     | 3-1                 | États-Unis           | Duisbourg                        |                                                                 | |
| 145 | 12 octobre 1997    | 0-3                 | États-Unis           | Salzgitter                       |                                                                 | |
| 146 | 6 novembre 1997    | 1-0                 | Norvège              | Bayreuth                         | Qualif. Coupe du monde                                          | 100e sélection de Doris Fitschen |
| 147 | 13 décembre 1997   | 0-1                 | Pays-Bas             | Almelo (NED)                     | Qualif. Coupe du monde                                          | |
| 148 | 5 février 1998     | 1-0                 | Italie               | Catania (ITA)                    |                                                                 | |
| 149 | 8 mars 1998        | 1-0                 | Angleterre           | Londres (ENG)                    | Qualif. Coupe du monde                                          | |
| 150 | 2 avril 1998       | 2-1                 | Pays-Bas             | Rheine                           | Qualif. Coupe du monde                                          | |
| 151 | 26 mai 1998        | 4-1                 | Nouvelle-Zélande     | Spremberg                        |                                                                 | Premier match contre la Nouvelle-Zélande |
| 152 | 28 mai 1998        | 8-0                 | Nouvelle-Zélande     | Dresde                           |                                                                 | |
| 153 | 17 juin 1998       | 2-3                 | Norvège              | Ulefoss (NOR)                    | Qualif. Champ. d'Europe                                         | |
| 154 | 25 juin 1998       | 1-1                 | États-Unis           | St. Louis (États-Unis)           |                                                                 | |
| 155 | 28 juin 1998       | 2-4                 | États-Unis           | Chicago (États-Unis)             |                                                                 | |
| 156 | 17 septembre 1998  | 5-0                 | Ukraine              | Fulda                            | Qualif. Coupe du monde                                          | Premier match contre l'Ukraine |
| 157 | 11 octobre 1998    | 1-1                 | Ukraine              | Kiev (UKR)                       | Qualif. Coupe du monde                                          | |
| 158 | 14 février 1999    | 12-1                | Turquie              | Istanbul (TUR)                   |                                                                 | Premier match contre la Turquie |
| 159 | 25 mars 1999       | 0-3                 | Chine                | Holzwickede                      |                                                                 | |
| 160 | 28 mars 1999       | 4-1                 | Chine                | Hambourg                         |                                                                 | |
| 161 | 22 avril 1999      | 3-1                 | Danemark             | Sarrebruck                       |                                                                 | |
| 162 | 26 mai 1999        | 2-0                 | Suisse               | Weil am Rhein                    |                                                                 | |
| 163 | 30 mai 1999        | 4-1                 | France               | Weil am Rhein                    |                                                                 | |
| 164 | 3 juin 1999        | 2-0                 | Pays-Bas             | Rheinbach                        |                                                                 | |
| 165 | 20 juin 1999       | 1-1                 | Italie               | Los Angeles (États-Unis)         | Coupe du monde 1999                                             | |
| 166 | 24 juin 1999       | 6-0                 | Mexique              | Portland (États-Unis)            | Coupe du monde                                                  | Premier match contre le Mexique |
| 167 | 27 juin 1999       | 3-3                 | Brésil               | Washington (États-Unis)          | Coupe du monde                                                  | 100e sélection de Bettina Wiegmann |
| 168 | 1er juillet 1999   | 2-3                 | États-Unis           | Washington (États-Unis)          | Coupe du monde 1/4 de finale                                    | |
| 169 | 2 septembre 1999   | 3-1                 | Russie               | Plauen                           |                                                                 | |
| 170 | 23 septembre 1999  | 3-0                 | Ukraine              | Fürth                            | Qualif. Champ. d'Europe                                         | |
| 171 | 14 octobre 1999    | 5-0                 | Islande              | Oldenbourg                       | Qualif. Champ. d'Europe                                         | |
| 172 | 11 novembre 1999   | 4-4                 | Italie               | Isernia (ITA)                    | Qualif. Champ. d'Europe                                         | |
| 173 | 16 mars 2000       | 0-2                 | Pays-Bas             | Arnheim (NED)                    | Qualif. Champ. d'Europe                                         | |
| 174 | 6 avril 2000       | 3-0                 | Italie               | Francfort-sur-le-Main            | Qualif. Champ. d'Europe                                         | |
| 175 | 11 mai 2000        | 6-1                 | Ukraine              | Kiev (UKR)                       | Qualif. Champ. d'Europe                                         | |
| 176 | 16 juillet 2000    | 1-3                 | Chine                | Osnabrück                        | Tournoi „100 Jahre DFB“ (centenaire de la fédération allemande) | |
| 177 | 19 juillet 2000    | 1-4                 | Norvège              | Göttingen                        | Tournoi „100 Jahre DFB“                                         | |
| 178 | 22 juillet 2000    | 0-1                 | États-Unis           | Brunswick                        | Tournoi „100 Jahre DFB“                                         | |
| 179 | 17 août 2000       | 6-0                 | Islande              | Kópavogur (ISL)                  | Qualif. Champ. d'Europe                                         | |
| 180 | 27 août 2000       | 7-0                 | Danemark             | Aix-la-Chapelle                  |                                                                 | |
| 181 | 13 septembre 2000  | 3-0                 | Australie            | Canberra (AUS)                   | Tournoi olympique                                               | Premier match contre l'Australie |
| 182 | 16 septembre 2000  | 2-1                 | Brésil               | Canberra (AUS)                   | Tournoi olympique                                               | |
| 183 | 19 septembre 2000  | 1-0                 | Suède                | Melbourne (AUS)                  | Tournoi olympique                                               | |
| 184 | 24 septembre 2000  | 0-1                 | Norvège              | Sydney (AUS)                     | Tournoi olympique 1/2 finale                                    | |
| 185 | 28 septembre 2000  | 2-0                 | Brésil               | Sydney (AUS)                     | Tournoi olympique - match pour la 3e place                      | L'Allemagne remporte la médaille de bronze |
| 186 | 6 mars 2001        | 1-0                 | Chine                | Augsbourg                        |                                                                 | |
| 187 | 8 mars 2001        | 2-4                 | Chine                | Ulm                              |                                                                 | |
| 188 | 10 mai 2001        | 1-0                 | Italie               | Troisdorf                        |                                                                 | |
| 189 | 17 mai 2001        | 1-1                 | Russie               | Gera                             |                                                                 | |
| 190 | 14 juin 2001       | 3-0                 | Canada               | Goch                             |                                                                 | |
| 191 | 17 juin 2001       | 7-1                 | Canada               | Oberhausen                       |                                                                 | |
| 192 | 23 juin 2001       | 3-1                 | Suède                | Erfurt                           | Euro 2001                                                       | |
| 193 | 27 juin 2001       | 5-0                 | Russie               | Erfurt                           | Euro                                                            | |
| 194 | 30 juin 2001       | 3-0                 | Angleterre           | Iéna                             | Euro                                                            | |
| 195 | 4 juillet 2001     | 1-0                 | Norvège              | Ulm                              | Euro 1/2 finale                                                 | |
| 196 | 7 juillet 2001     | 1-0                 | Suède                | Ulm                              | Euro Finale                                                     | L'Allemagne remporte son cinquième titre européen Dernière sélection de Doris Fitschen |
| 197 | 8 septembre 2001   | 1-0                 | Japon                | Oakbrook (États-Unis)            | US Cup                                                          | |
| 198 | 9 septembre 2001   | 1-4                 | États-Unis           | Chicago (États-Unis)             | US Cup                                                          | |
| 199 | 27 septembre 2001  | 3-1                 | Angleterre           | Cassel                           | Qualif. Coupe du monde                                          | |
| 200 | 25 octobre 2001    | 9-0                 | Portugal             | Wolfsbourg                       | Qualif. Coupe du monde                                          | 200e match de l'Allemagne Premier match contre le Portugal Conny Pohlers inscrit pour la première fois cinq buts dans un match de sélection                                               |
| 201 | 17 novembre 2001   | 3-0                 | Pays-Bas             | Enschede (NED)                   | Qualif. Coupe du monde                                          | |
| 202 | 23 janvier 2002    | 1-2                 | Chine                | Huadu (CHN)                      | Tournoi                                                         | |
| 203 | 25 janvier 2002    | 0-0                 | États-Unis           | Panyu (CHN)                      | Tournoi                                                         | |
| 204 | 27 janvier 2002    | 3-1                 | Norvège              | Guangzhou (CHN)                  | Tournoi                                                         | |
| 205 | 1er mars 2002      | 3-0                 | Danemark             | Portimao (POR)                   | Algarve Cup                                                     | Première participation à l'Algarve Cup |
| 206 | 3 mars 2002        | 2-4                 | Chine                | Vila Real de Santo António (POR) | Algarve Cup                                                     | |
| 207 | 5 mars 2002        | 2-0                 | Finlande             | Olmao (POR)                      | Algarve Cup                                                     | |
| 208 | 7 mars 2002        | 1-2                 | Suède                | Faro (POR)                       | Algarve Cup                                                     | Match pour la 3e place |
| 209 | 18 avril 2002      | 6-0                 | Pays-Bas             | Aschaffenburg                    | Qualif. Coupe du monde                                          | |
| 210 | 4 mai 2002         | 8-0                 | Portugal             | Barcelos (POR)                   | Qualif. Coupe du monde                                          | |
| 211 | 19 mai 2002        | 1-0                 | Angleterre           | Londres (ENG)                    | Qualif. Coupe du monde                                          | |
| 212 | 14 septembre 2002  | 3-1                 | Norvège              | Grimstad (NOR)                   |                                                                 | |
| 213 | 17 octobre 2002    | 2-0                 | Danemark             | Ulm                              |                                                                 | |
| 214 | 14 novembre 2002   | 4-0                 | Russie               | Lüdenscheid                      |                                                                 | |
| 215 | 23 janvier 2003    | 0-0                 | Chine                | Yiwu (CHN)                       | Tournoi                                                         | |
| 216 | 26 janvier 2003    | 2-2                 | Norvège              | Wuhan (CHN)                      | Tournoi                                                         | |
| 217 | 29 janvier 2003    | 0-1                 | États-Unis           | Shanghai (CHN)                   | Tournoi                                                         | |
| 218 | 4 mars 2003        | 2-2                 | Chine                | Gütersloh                        |                                                                 | |
| 219 | 6 mars 2003        | 3-1                 | Chine                | Arnsberg                         |                                                                 | |
| 220 | 27 mars 2003       | 5-0                 | Écosse               | Potsdam                          |                                                                 | Premier match contre l'Écosse 100e sélection de Birgit Prinz |
| 221 | 17 avril 2003      | 0-1                 | France               | Ozoir-la-Ferrière (FRA)          |                                                                 | |
| 222 | 22 mai 2003        | 1-1                 | Danemark             | Schönberg                        |                                                                 | |
| 223 | 25 mai 2003        | 6-2                 | Danemark             | Haderslev (DEN)                  |                                                                 | |
| 224 | 6 août 2003        | 3-0                 | Nigeria              | Trèves                           |                                                                 | |
| 225 | 9 août 2003        | 3-1                 | Ukraine              | Kiev (UKR)                       |                                                                 | |
| 226 | 28 août 2003       | 4-0                 | Tchéquie             | Passau                           |                                                                 | 100e sélection de Kerstin Stegemann |
| 227 | 11 septembre 2003  | 4-0                 | Angleterre           | Darmstadt                        |                                                                 | |
| 228 | 20 septembre 2003  | 4-1                 | Canada               | Columbus (États-Unis)            | Coupe du monde                                                  | |
| 229 | 24 septembre 2003  | 3-0                 | Japon                | Columbus (États-Unis)            | Coupe du monde                                                  | 150e sélection de Bettina Wiegmann |
| 230 | 27 septembre 2003  | 6-1                 | Argentine            | Washington (États-Unis)          | Coupe du monde                                                  | Première rencontre contre l'Argentine 100e sélection de Sandra Minnert |
| 231 | 2 octobre 2003     | 7-1                 | Russie               | Portland (États-Unis)            | Coupe du monde 1/4 de finale                                    | |
| 232 | 5 octobre 2003     | 3-0                 | États-Unis           | Portland (États-Unis)            | Coupe du monde 1/2 finale                                       | |
| 233 | 12 octobre 2003    | 2-1 (but en or)     | Suède                | Carson (États-Unis)              | Coupe du monde Finale                                           | L'Allemagne est pour la première fois championne du monde La victoire est obtenue par un but en or de Nia Künzer Dernière sélection Bettina Wiegmann                                      |
| 234 | 15 novembre 2003   | 13-0                | Portugal             | Reutlingen                       | Qualif. Champ. d'Europe                                         | Plus importante victoire Birgit Prinz inscrit quatre buts |
| 235 | 7 février 2004     | 11-0                | Portugal             | Albufeira (POR)                  | Qualif. Champ. d'Europe                                         | Inka Grings inscrit cinq buts |
| 236 | 4 mars 2004        | 0-1                 | Chine                | Fürth                            |                                                                 | |
| 237 | 31 mars 2004       | 1-0                 | Italie               | Bozen (ITA)                      |                                                                 | |
| 238 | 28 avril 2004      | 6-0                 | Ukraine              | Oldenbourg                       | Qualif. Champ. d'Europe                                         | |
| 239 | 2 mai 2004         | 3-1                 | Écosse               | Livingston (SCO)                 | Qualif. Champ. d'Europe                                         | |
| 240 | 21 juillet 2004    | 0-1                 | Norvège              | Hoffenheim                       |                                                                 | |
| 241 | 24 juillet 2004    | 3-1                 | Nigeria              | Offenbach am Main                |                                                                 | |
| 242 | 11 août 2004       | 8-0                 | Chine                | Patras (GRE)                     | Tournoi olympique                                               | |
| 243 | 17 août 2004       | 2-0                 | Mexique              | Athènes (GRE)                    | Tournoi olympique                                               | |
| 244 | 20 août 2004       | 2-1                 | Nigeria              | Patras (GRE)                     | Tournoi olympique 1/4 de finale                                 | |
| 245 | 23 août 2004       | 1-2 a.p.            | États-Unis           | Iraklio (GRE)                    | Tournoi olympique 1/2 de finale                                 | |
| 246 | 26 août 2004       | 1-0                 | Suède                | Athènes (GRE)                    | Tournoi olympique match pour la troisième place                 | L'Allemagne remporte sa seconde médaille de bronze olympique 100e sélection de Silke Rottenberg                                                                                           |
| 247 | 25 septembre 2004  | 5-0                 | Tchéquie             | Příbram (CZE)                    | Qualif. Champ. d'Europe                                         | |
| 248 | 14 octobre 2004    | 0-0                 | Pays-Bas             | Berlin                           |                                                                 | |
| 249 | 28 janvier 2005    | 0-1                 | Australie            | Guangzhou (CHN)                  | tournoi                                                         | |
| 250 | 30 janvier 2005    | 1-0                 | Russie               | Guangzhou (CHN)                  | tournoi                                                         | |
| 251 | 1er février 2005   | 2-0                 | Chine                | Guangzhou (CHN)                  | tournoi                                                         | |
| 252 | 9 mars 2005        | 2-1                 | Suède                | Lagos (POR)                      | Algarve Cup                                                     | 100e sélection de Ariane Hingst |
| 253 | 11 mars 2005       | 4-0                 | Norvège              | Silves (POR)                     | Algarve Cup                                                     | 100e sélection de Renate Lingor |
| 254 | 13 mars 2005       | 2-0                 | Chine                | Alvor (POR)                      | Algarve Cup                                                     | |
| 255 | 15 mars 2005       | 0-1                 | États-Unis           | Faro (POR)                       | Algarve Cup Finale                                              | |
| 256 | 21 avril 2005      | 3-1                 | Canada               | Osnabrück                        |                                                                 | |
| 257 | 24 avril 2005      | 3-2                 | Canada               | Hildesheim                       |                                                                 | |
| 258 | 6 juin 2005        | 1-0                 | Norvège              | Warrington (ENG)                 | Euro 2005                                                       | |
| 259 | 9 juin 2005        | 4-0                 | Italie               | Preston (ENG)                    | Euro 2005                                                       | 100e sélection de Sandra Smisek |
| 260 | 12 juin 2005       | 3-0                 | France               | Warrington (ENG)                 | Euro 2005                                                       | 100e sélection de Pia Wunderlich |
| 261 | 15 juin 2005       | 4-1                 | Finlande             | Preston (ENG)                    | Euro 2005 1/2 finale                                            | |
| 262 | 19 juin 2005       | 3-1                 | Norvège              | Blackburn (ENG)                  | Euro 2005 Finale                                                | L'Allemagne est championne d'Europe pour la sixième fois Dernière sélection sous la direction de Tina Theune-Meyer                                                                        |
| 263 | 1er septembre 2005 | 3-1                 | Canada               | Vancouver (CAN)                  |                                                                 | Première sélection sous la direction de Silvia Neid |
| 264 | 4 septembre 2005   | 4-3                 | Canada               | Edmonton (CAN)                   |                                                                 | |
| 265 | 25 septembre 2005  | 5-1                 | Russie               | Siegen                           | Qualif. Coupe du monde                                          | |
| 266 | 20 octobre 2005    | 4-0                 | Écosse               | Bayreuth                         | Qualif. Coupe du monde                                          | |
| 267 | 12 novembre 2005   | 4-0                 | Suisse               | Ulm                              | Qualif. Coupe du monde                                          | 100e sélection de Steffi Jones |
| 268 | 1er mars 2006      | 0-1                 | Chine                | Hombourg                         |                                                                 | |
| 269 | 9 mars 2006        | 5-0                 | Finlande             | Loulé (POR)                      | Algarve Cup                                                     | |
| 270 | 11 mars 2006       | 3-0                 | Suède                | Loulé (POR)                      | Algarve Cup                                                     | |
| 271 | 13 mars 2006       | 1-0                 | Norvège              | Faro (POR)                       | Algarve Cup                                                     | |
| 272 | 15 mars 2006       | 0-0 a.p. 4-3 t.a.b. | États-Unis           | Faro (POR)                       | Algarve Cup-Finale                                              | L'Allemagne remporte pour la première fois l'Algarve Cup |
| 273 | 10 mai 2006        | 1-0                 | République d'Irlande | Cottbus                          | Qualif. Coupe du monde                                          | première rencontre contre l'Irlande |
| 274 | 3 août 2006        | 5-0                 | Italie               | Krefeld                          |                                                                 | |
| 275 | 26 août 2006       | 3-0                 | République d'Irlande | Dublin (IRL)                     | Qualif. Coupe du monde                                          | 150e sélection de Birgit Prinz |
| 276 | 30 août 2006       | 6-0                 | Suisse               | Schaffhausen (SUI)               | Qualif. Coupe du monde                                          | |
| 277 | 23 septembre 2006  | 5-0                 | Écosse               | Perth (SCO)                      | Qualif. Coupe du monde                                          | |
| 278 | 27 septembre 2006  | 3-2                 | Russie               | Moscou (RUS)                     | Qualif. Coupe du monde                                          | |
| 279 | 25 octobre 2006    | 5-1                 | Angleterre           | Aalen                            |                                                                 | Birgit Prinz inscrit son 100e but en sélection |
| 280 | 23 novembre 2006   | 6-3                 | Japon                | Karlsruhe                        |                                                                 | 150e sélection de Kerstin Stegemann |
| 281 | 26 janvier 2007    | 0-0                 | États-Unis           | Guangzhou (CHN)                  | tournoi des quatre nations                                      | |
| 282 | 28 janvier 2007    | 0-0                 | Chine                | Guangzhou (CHN)                  | tournoi des quatre nations                                      | |
| 283 | 30 janvier 2007    | 0-0                 | Angleterre           | Guangzhou (CHN)                  | tournoi des quatre nations                                      | |
| 284 | 7 mars 2007        | 1-2                 | Norvège              | Faro (POR)                       | Algarve Cup                                                     | |
| 285 | 9 mars 2007        | 0-1                 | France               | Faro (POR)                       | Algarve Cup                                                     | |
| 286 | 12 mars 2007       | 3-0                 | Danemark             | Vila Real de Santo António (POR) | Algarve Cup                                                     | |
| 287 | 14 mars 2007       | 0-1                 | Italie               | Olhão (POR)                      | Algarve Cup - match pour la 7e place                            | |
| 288 | 12 avril 2007      | 5-1                 | Pays-Bas             | Wattenscheid                     | Qualif. Champ. d'Europe                                         | |
| 289 | 10 mai 2007        | 6-0                 | Pays de Galles       | Haverfordwest (WAL)              | Qualif. Champ. d'Europe                                         | |
| 290 | 29 juillet 2007    | 4-0                 | Danemark             | Magdeburg                        |                                                                 | |
| 291 | 2 août 2007        | 5-0                 | Tchéquie             | Gera                             |                                                                 | |
| 292 | 22 août 2007       | 7-0                 | Suisse               | Coblence                         | Qualif. Champ. d'Europe                                         | 200e victoire de l'Allemagne |
| 293 | 30 août 2007       | 2-2                 | Norvège              | Mayence                          |                                                                 | |
| 294 | 10 septembre 2007  | 11-0                | Argentine            | Shanghai (CHN)                   | Coupe du monde                                                  | Plus grande victoire en coupe du monde |
| 295 | 14 septembre 2007  | 0-0                 | Angleterre           | Shanghai (CHN)                   | Coupe du monde                                                  | |
| 296 | 17 septembre 2007  | 2-0                 | Japon                | Hangzhou (CHN)                   | Coupe du monde                                                  | |
| 297 | 22 septembre 2007  | 3-0                 | Corée du Nord        | Wuhan (CHN)                      | Coupe du monde 1/4 de finale                                    | Première rencontre contre la Corée du Nord |
| 298 | 26 septembre 2007  | 3-0                 | Norvège              | Tianjin (CHN)                    | Coupe du monde 1/2 finale                                       | |
| 299 | 30 septembre 2007  | 2-0                 | Brésil               | Shanghai (CHN)                   | Coupe du monde Finale                                           | L'Allemagne est pour la seconde fois championne du monde |
| 300 | 28 octobre 2007    | 3-0                 | Belgique             | Lübeck                           | Qualif. Champ. d'Europe                                         | 300e match de l'Allemagne |
| 301 | 1er novembre 2007  | 1-0                 | Pays-Bas             | Volendam (NED)                   | Qualif. Champ. d'Europe                                         | |
| 302 | 28 février 2008    | 2-0                 | Chine                | Fribourg                         |                                                                 | |
| 303 | 5 mars 2008        | 0-1                 | Danemark             | Faro (POR)                       | Algarve Cup                                                     | 175e sélection de Birgit Prinz |
| 304 | 7 mars 2008        | 3-0                 | Finlande             | Faro (POR)                       | Algarve Cup                                                     | |
| 305 | 10 mars 2008       | 2-0                 | Suède                | Vila Real de Santo António (POR) | Algarve Cup                                                     | 175e sélection de Kerstin Stegemann |
| 306 | 12 mars 2008       | 0-2                 | Norvège              | Vila Real de Santo António (POR) | Algarve Cup match pour la troisième place                       | |
| 307 | 7 mai 2008         | 5-0                 | Belgique             | Eupen                            | Qualif. Champ. d'Europe                                         | |
| 308 | 29 mai 2008        | 4-0                 | Pays de Galles       | Cassel                           | Qualif. Champ. d'Europe                                         | Dernière sélection de Silke Rottenberg |
| 309 | 17 juillet 2008    | 3-0                 | Angleterre           | Unterhaching                     |                                                                 | 150e sélection de Ariane Hingst |
| 310 | 23 juillet 2008    | 0-2                 | Norvège              | Sandefjord (NOR)                 |                                                                 | 100e rencontre disputée chez l'adversaire |
| 311 | 6 août 2008        | 0-0                 | Brésil               | Shenyang (CHN)                   | Tournoi olympique                                               | |
| 312 | 9 août 2008        | 1-0                 | Nigeria              | Shenyang (CHN)                   | Tournoi olympique                                               | |
| 313 | 12 août 2008       | 1-0                 | Corée du Nord        | Tianjin (CHN)                    | Tournoi olympique                                               | |
| 314 | 15 août 2008       | 2-0 a.p.            | Suède                | Shenyang (CHN)                   | Tournoi olympique , 1/4 de finale                               | |
| 315 | 18 août 2008       | 1-4                 | Brésil               | Shanghai (CHN)                   | Tournoi olympique , 1/2 finale                                  | |
| 316 | 21 août 2008       | 2-0                 | Japon                | Pékin (CHN)                      | Tournoi olympique, finale por 3e place                          | Birgit Prinz égale le record européen de 188 sélections, record détenu par Hege Riise Dernière sélection de Renate Lingor                                                                 |
| 317 | 2 octobre 2008     | 3-0                 | Suisse               | Bâle (SUI)                       | Qualif. Champ. d'Europe                                         | Dernière sélection de Sandra Smisek |
| 318 | 25 février 2009    | 1-1                 | Chine                | Bielefeld                        |                                                                 | |
| 319 | 4 mars 2009        | 2-0                 | Finlande             | Albufeira (POR)                  | Algarve Cup                                                     | 100e sélection de Kerstin Garefrekes |
| 320 | 6 mars 2009        | 3-0                 | Chine                | Albufeira (POR)                  | Algarve Cup                                                     | |
| 321 | 9 mars 2009        | 2-3                 | Suède                | Faro (POR)                       | Algarve Cup                                                     | 100e rencontre disputée sur terrain neutre |
| 322 | 11 mars 2009       | 0-1                 | Danemark             | Faro (POR)                       | Algarve Cup match pour la troisième place                       | |
| 323 | 22 avril 2009      | 1-1                 | Brésil               | Francfort-sur-le-Main            |                                                                 | Plus grand nombre de spectateurs pour une rencontre de football féminin entre nations en Europe : 44 825 spectateurs Birgit Prinz établit un nouveau record européen avec 189 sélections. |
| 324 | 25 juillet 2009    | 6-0                 | Pays-Bas             | Sinsheim                         |                                                                 | |
| 325 | 29 juillet 2009    | 0-0                 | Japon                | Mannheim                         |                                                                 | |
| 326 | 6 août 2009        | 3-1                 | Russie               | Bochum                           |                                                                 | |
| 327 | 24 août 2009       | 4-0                 | Norvège              | Tampere (FIN)                    | Euro 2009                                                       | |
| 328 | 27 août 2009       | 5-1                 | France               | Tampere (FIN)                    | Euro 2009                                                       | |
| 329 | 30 août 2009       | 1-0                 | Islande              | Tampere (FIN)                    | Euro 2009                                                       | |
| 330 | 4 septembre 2009   | 2-1                 | Italie               | Lahti (FIN)                      | Euro 2009 1/4 de finale                                         | |
| 331 | 7 septembre 2009   | 3-1                 | Norvège              | Helsinki (FIN)                   | Euro 2009 1/2 finale                                            | |
| 332 | 10 septembre 2009  | 6-2                 | Angleterre           | Helsinki (FIN)                   | Euro 2009 Finale                                                | Septième titre de champion d'Europe |
| 333 | 29 octobre 2009    | 0-1                 | États-Unis           | Augsbourg                        |                                                                 | Deuxième plus grand nombre de spectateurs pour une rencontre de football féminin en Allemagne : 28 367 spectateurs                                                                        |
| 334 | 17 février 2010    | 3-0                 | Corée du Nord        | Duisbourg                        |                                                                 | 200e sélection de Birgit Prinz |
| 335 | 24 février 2010    | 4-0                 | Danemark             | Parchal (POR)                    | Algarve Cup                                                     | |
| 336 | 26 février 2010    | 7-0                 | Finlande             | Parchal (POR)                    | Algarve Cup                                                     | |
| 337 | 1er mars 2010      | 5-0                 | Chine                | Faro (POR)                       | Algarve Cup                                                     | |
| 338 | 3 mars 2010        | 2-3                 | États-Unis           | Faro (POR)                       | Algarve Cup Finale                                              | |
| 339 | 22 mai 2010        | 0-4                 | États-Unis           | Cleveland (États-Unis)           |                                                                 | |
| 340 | 15 septembre 2010  | 5-0                 | Canada               | Dresde                           |                                                                 | |
| 341 | 28 octobre 2010    | 2-1                 | Australie            | Wolfsbourg                       |                                                                 | |
| 342 | 25 novembre 2010   | 8-0                 | Nigeria              | Leverkusen                       |                                                                 | |

## Légende
- Victoire
- Match nul
- Défaite